# Бюльбюль білощокий
Бюльбю́ль білощокий (Pycnonotus leucogenys) — вид горобцеподібних птахів родини бюльбюлевих (Pycnonotidae). Мешкає в Гімалаях. Раніше вважався конспецифічним з рудогузим бюльбюлем.

## Опис

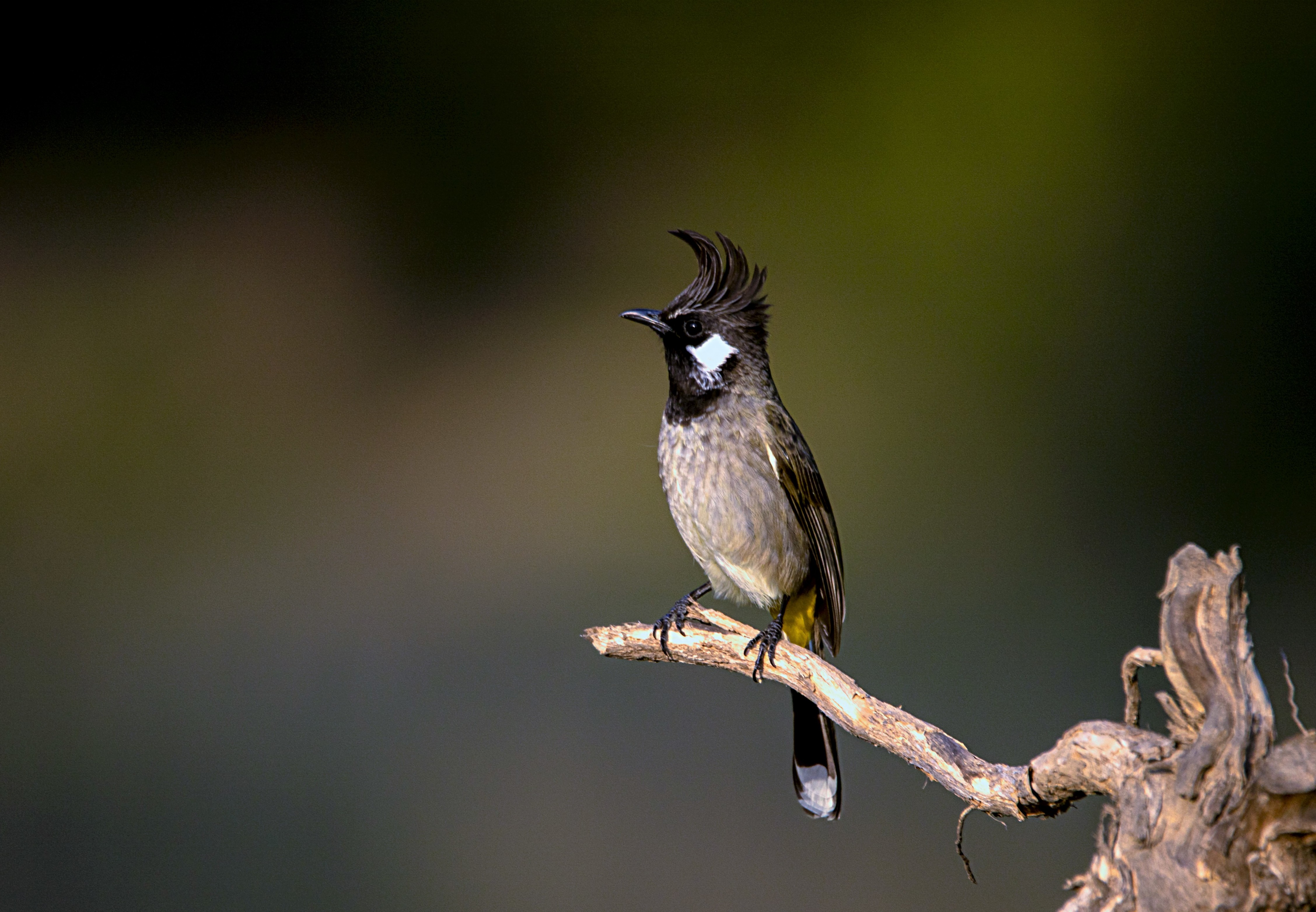
Білощокий бюльбюль

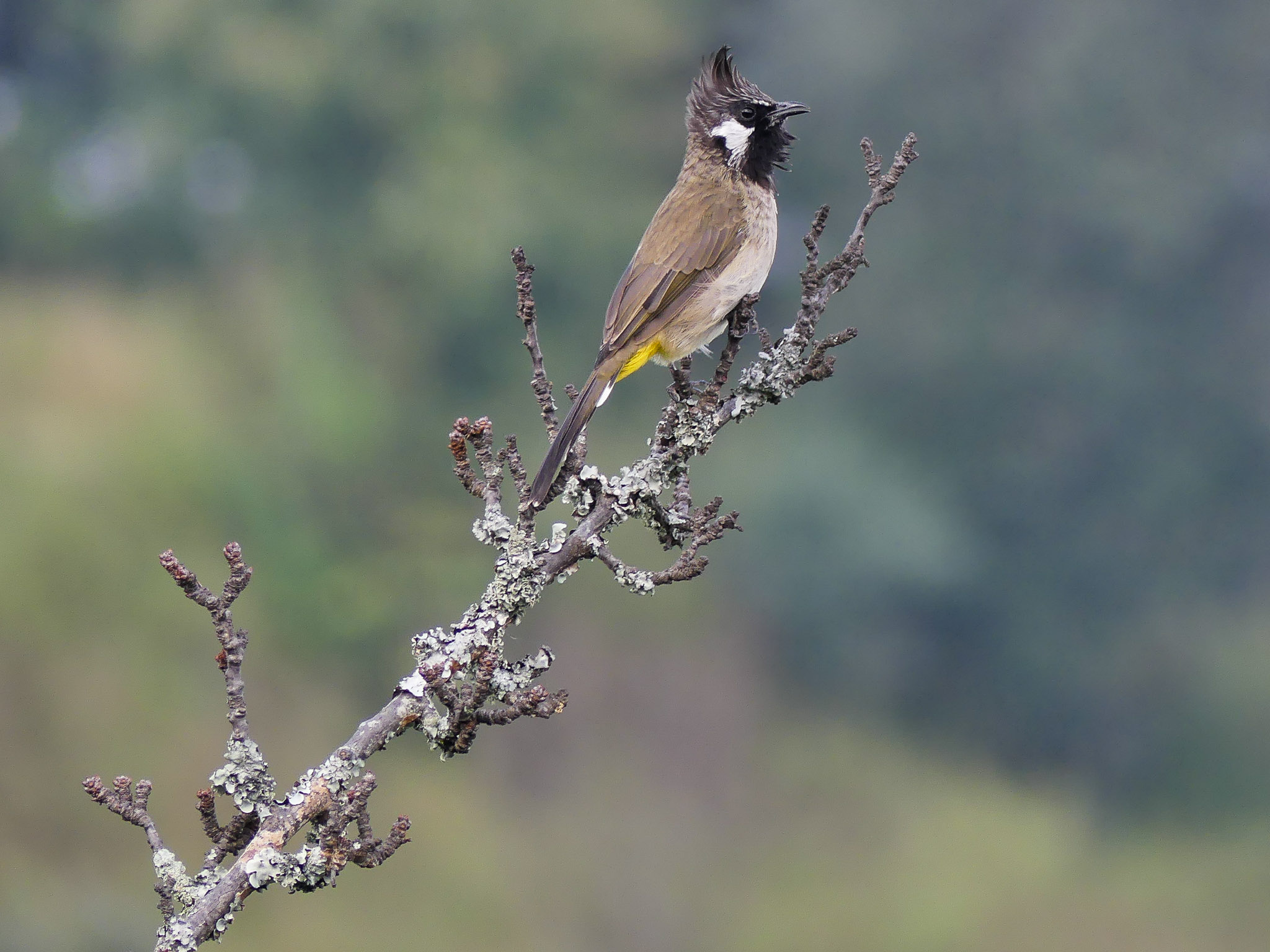
Білощокий бюльбюль

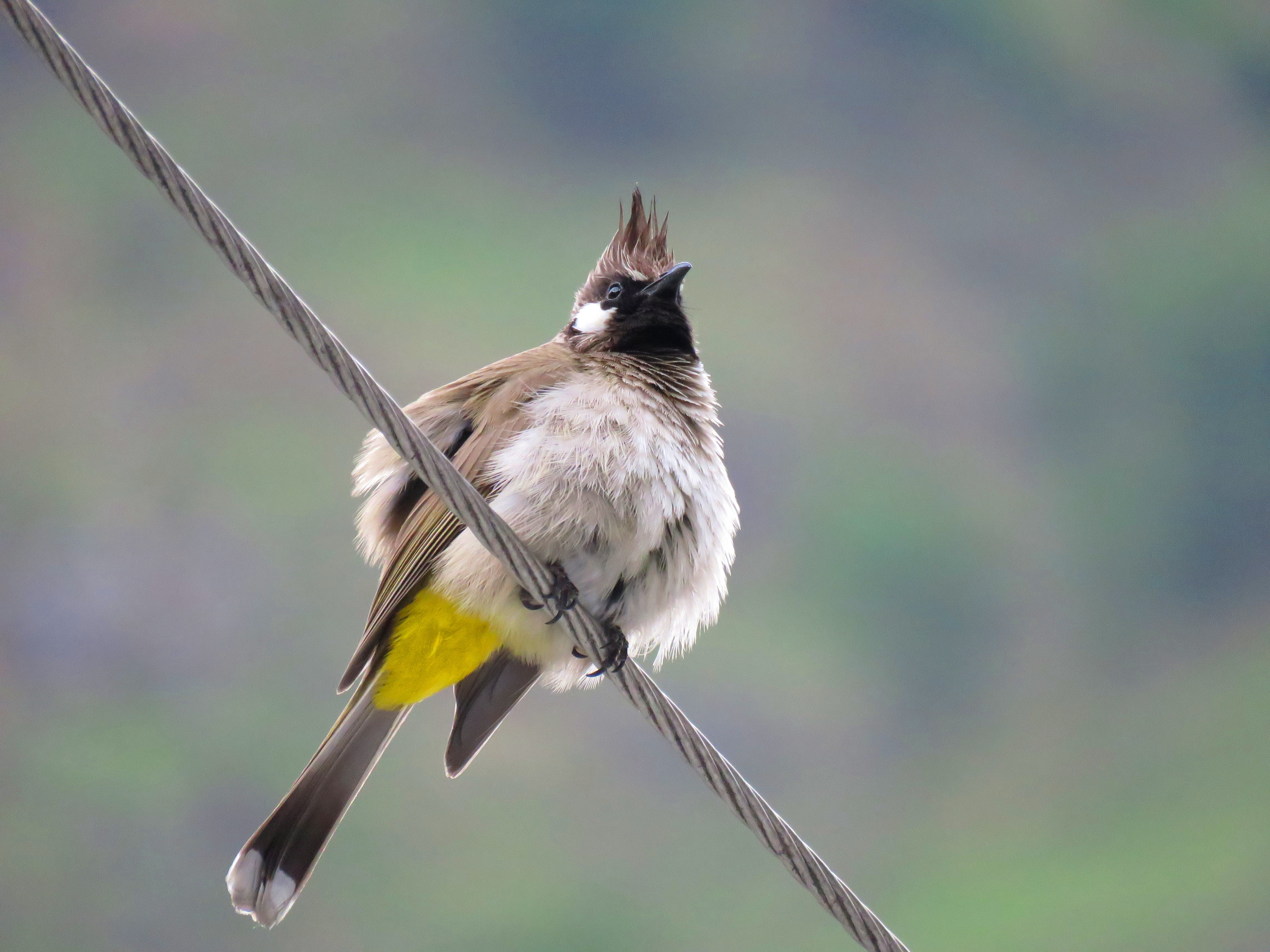
Білощокий бюльбюль

Довжина птаха становить 18—20 см, розмах крил 25,5—28 см, вага 30—38 г. Голова і горло чорні, на голові великий чорний чуб, на щоках білі плями. Верхня частина тіла й боки коричневі, хвіст відносно довгий, на кінці білий. Нижня частина тіла сірувата, гузка жовта. Виду не притаманний статевий диморфізм. Спів складається з чотирьох мелодійних посвистів, схожий на прискорену пісню вивільги.

## Поширення і екологія
Білощокі бюльбюлі живуть у вологих гірських і рівнинних тропічних лісах і чагарникових заростях, на плантаціях, у парках і садах. Зустрічаються на висоті від 300 до 2400 м над рівнем моря. Взимку частина популяції мігрує в долини.

## Поведінка
Білощокі бюльбюлі живляться комахами та іншими безхребетними, ягодами, плодами, насінням, бруньками і нектаром. Сезон розмноження триває з квітня по серпень. У кладці 2—3 яйця, інкубаційний період триває 12 днів, пташенята покидають гніздо через 11 днів після вилуплення.